# Gratton (Wirginia)
Gratton – jednostka osadnicza w Stanach Zjednoczonych, w stanie Wirginia, w hrabstwie Tazewell.